# タマシェク語
タマシェク語（タマシェクご、タマシェク語: Tafaghist、英: Tamasheq language）はアフロ・アジア語族に属する言語である。トゥアレグ語のひとつであり、主にマリ共和国のトンブクトゥ周辺で話されている。

## 言語名別称
- タマシェック語
- タマシュク語
- キダル語（Kidal）
- キダル・タマシェク語（Kidal Tamasheq）
- Tamashekin
- ティンブクトゥ語（Timbuktu）
- Tomacheck